# Patagioenas fasciata
Patagioenas fasciata е вид птица от семейство Гълъбови (Columbidae).

## Разпространение
Видът е разпространен в Гватемала, Канада, Мексико, Никарагуа, Салвадор, САЩ и Хондурас.